# Robe (fiume)
Il Robe o Abhainn an Róba, rispettivamente in inglese ed in irlandese è un fiume irlandese che scorre per intero nella Contea di Mayo. Sorge vicino a Ballyhaunis e sfocia nel Lough Mask..
Il fiume è l'immissario di maggiore lunghezza del Lough Mask e considerando il percorso completo delle acque fino alla Baia di Galway (passando per Cong, Lago di Cong, Corrib e Fiume Corrib) la lunghezza totale dalla sorgente arriva a circa 100 km.
Il numero identificativo assegnato dalla Environmental Protection Agency è 30_1579.
La cittadina di Ballinrobe prende il nome dal fiume stesso.